# Puchar Kontynentalny 2013/2014
17. edycja Pucharu Kontynentalnego został rozegrany od 27 września 2013 roku do 12 stycznia 2014 roku.
Terminy etapów turnieju określono w czerwcu 2013 roku na spotkaniu w Budapeszcie. W edycji uczestniczyła drużyna mistrza Polski – Cracovia, która rozpoczęła rozgrywki od II rundy.

## Uczestnicy
| Runda       | Data                    | Grupa   | Miejsce                                            | Drużyna                                                              |
| ----------- | ----------------------- | ------- | -------------------------------------------------- | -------------------------------------------------------------------- |
| Pierwsza    | 27-29 września 2013     | Grupa A | Ledena Dvorana Pionir · Belgrad · Serbia           | CH Gasteiz Partizan Belgrad CSKA Sofia Viiking Tallinn               |
| Druga       | 18-20 października 2013 | Grupa B | National Ice Centre · Nottingham · Wielka Brytania | Nottingham Panthers HYS The Hague HK Juniors Ryga CH Gasteiz         |
| Druga       | 18-20 października 2013 | Grupa C | Dunaújvárosi Jégcsarnok · Dunaújváros · Węgry      | Cracovia HSC Csíkszereda DAB Dunaújváros Slavija Lublana             |
| Trzecia     | 22-24 listopada 2013    | Grupa D | Pala Odegar · Asiago · Włochy                      | Asiago Hockey Toros Nieftiekamsk Jertys Pawłodar Nottingham Panthers |
| Trzecia     | 22-24 listopada 2013    | Grupa E | SE Arena · Vojens · Dania                          | SønderjyskE Ishockey Nioman Grodno Stavanger Oilers DAB Dunaújváros  |
| Super finał | 10-12 stycznia 2014     | Grupa F | Île Lacroix · Rouen · Francja                      | Dragons de Rouen Donbas Donieck Asiago Hockey Stavanger Oilers       |

## I runda

### Grupa A
Mecze I rundy grupy A odbyły się w dniach 27-29 września 2013 w Belgradzie w Serbii.
| 27 września 2013 | CSKA Sofia | 4:1 | CH Gasteiz | Ledena Dvorana Pionir, Belgrad |

| Szczegóły      | Szczegóły                                                                                 | Szczegóły       | Szczegóły     | Szczegóły                                                                            |
| -------------- | ----------------------------------------------------------------------------------------- | --------------- | ------------- | ------------------------------------------------------------------------------------ |
| Godzina: 16:00 | K. Monov (EQ) 05:16 M. Subbotin (EQ) 15:04 M. Subbotin (EQ) 25:03 V. Stefanech (EQ) 29:06 | (2:1, 2:0, 0:0) | 06:30 A. Sosa | Widzów: 30 Sędzia główny: Ulrich Erd Sędziowie liniowi: Nemanja Nikolic Uros Aleksic |
| Godzina: 16:00 | 10 min. kar                                                                               |                 | 12 min. kar   | Widzów: 30 Sędzia główny: Ulrich Erd Sędziowie liniowi: Nemanja Nikolic Uros Aleksic |

| 27 września 2013 | Tallinn Viiking Sport | 8:3 | Partizan Belgrad | Ledena Dvorana Pionir, Belgrad |

| Szczegóły      | Szczegóły | Szczegóły       | Szczegóły                                                             | Szczegóły                                                                                   |
| -------------- | --- | --------------- | --------------------------------------------------------------------- | ------------------------------------------------------------------------------------------- |
| Godzina: 19:30 | W. Bobkow (PP2) 01:08 R. Romanenko (PP) 02:19 M. Iwanow (EQ) 13:16 J. Lipicz (EQ) 16:27 V. Vabiščevičs (EQ) 42:36 P. Karpuczkin (EQ) 55:03 N. Seljukow (EQ) 56:06 P. Karpuczkin (PP) 58:52 | (4:1, 0:1, 4:1) | 15:22 (EQ) M. Kovacevic 22:59 (EQ) F. Pajević 53:55 (EQ) D. Filipovic | Widzów: 175 Sędzia główny: Władimir Proskurow Sędziowie liniowi: Davor Bogdan Darko Popovic |
| Godzina: 19:30 | 22 min. kar |                 | 14 min. kar                                                           | Widzów: 175 Sędzia główny: Władimir Proskurow Sędziowie liniowi: Davor Bogdan Darko Popovic |

| 28 września 2013 | CH Gasteiz | 2:5 | Tallinn Viiking Sport | Ledena Dvorana Pionir, Belgrad |

| Szczegóły      | Szczegóły                                  | Szczegóły       | Szczegóły | Szczegóły                                                                                |
| -------------- | ------------------------------------------ | --------------- | --- | ---------------------------------------------------------------------------------------- |
| Godzina: 16:00 | A. Sosa (SH) 15:32 T. Mannermaa (EQ) 37:40 | (1:2, 1:3, 0:0) | 16:15 (PP2) W. Bobkow 18:01 (PP) M. Iwanow 31:47 (EQ) M. Iwanow 32:30 (EQ) P. Karpuczkin 39:59 (EQ) A. Lukin | Widzów: 35 Sędzia główny: Nejbosa Ivanov Sędziowie liniowi: Nemanja Nikolic Uros Aleksic |
| Godzina: 16:00 | 39 min. kar                                |                 | 10 min. kar                                                                                                  | Widzów: 35 Sędzia główny: Nejbosa Ivanov Sędziowie liniowi: Nemanja Nikolic Uros Aleksic |

| 28 września 2013 | Partizan Belgrad | 5:3 | CSKA Sofia | Ledena Dvorana Pionir, Belgrad |

| Szczegóły      | Szczegóły | Szczegóły       | Szczegóły                                                            | Szczegóły                                                                           |
| -------------- | --- | --------------- | -------------------------------------------------------------------- | ----------------------------------------------------------------------------------- |
| Godzina: 19:30 | N. Rakovic (PP) 08:07 M. Milovanovic (PP) 28:17 N. Rakovic (EQ) 43:24 M. Milovanovic (EQ) 44:52 M. Milovanovic (EN) 59:11 | (1:0, 1:1, 3:2) | 32:12 (SH) V. Stefanech 41:40 (EQ) J. Dusicka 45:56 (EQ) A. Johnsson | Widzów: 210 Sędzia główny: Ulrich Erd Sędziowie liniowi: Davor Bogdan Darko Popovic |
| Godzina: 19:30 | 8 min. kar |                 | 12 min. kar                                                          | Widzów: 210 Sędzia główny: Ulrich Erd Sędziowie liniowi: Davor Bogdan Darko Popovic |

| 29 września 2013 | CSKA Sofia | 3:5 | Tallinn Viiking Sport | Ledena Dvorana Pionir, Belgrad |

| Szczegóły      | Szczegóły                                                             | Szczegóły       | Szczegóły | Szczegóły                                                                                  |
| -------------- | --------------------------------------------------------------------- | --------------- | --- | ------------------------------------------------------------------------------------------ |
| Godzina: 16:00 | S. Mukhaczew (EQ) 02:50 M. Subbotin (EQ) 16:54 A. Johnsson (PP) 32:11 | (2:0, 1:2, 0:3) | 21:13 (PP) P. Karpuczkin 21:48 (EQ) M. Borowikow 42:16 (PP) W. Bobkow 46:14 (EQ) P. Karpuczkin 48:10 (EQ) V. Vabiščevičs | Widzów: 50 Sędzia główny: Władimir Proskurow Sędziowie liniowi: Davor Bogdan Darko Popovic |
| Godzina: 16:00 | 10 min. kar                                                           |                 | 4 min. kar | Widzów: 50 Sędzia główny: Władimir Proskurow Sędziowie liniowi: Davor Bogdan Darko Popovic |

| 29 września 2013 | CH Gasteiz | 10:1 | Partizan Belgrad | Ledena Dvorana Pionir, Belgrad |

| Szczegóły      | Szczegóły | Szczegóły       | Szczegóły               | Szczegóły                                                                             |
| -------------- | --- | --------------- | ----------------------- | ------------------------------------------------------------------------------------- |
| Godzina: 19:30 | A. Sosa (PP) 05:11 J. Bauer (EQ) 05:56 J. Bauer (EQ) 07:47 J. A. Brabo (PP) 27:16 T. Mannermaa (EQ) 28:22 E. Mackintosh (PP) 43:45 J. A. Brabo (EQ) 46:36 A. Hernandez (PP) 55:05 A. Sosa (EQ) 58:29 D. Balazs (EQ) 59:53 | (3:0, 2:0, 5:1) | 57:57 (EQ) D. Filipovic | Widzów: 150 Sędzia główny: Ulrich Erd Sędziowie liniowi: Nemanja Nikolic Uros Aleksic |
| Godzina: 19:30 | 10 min. kar |                 | 66 min. kar             | Widzów: 150 Sędzia główny: Ulrich Erd Sędziowie liniowi: Nemanja Nikolic Uros Aleksic |

Tabela

| Lp. | Zespół                | M | Pkt | Z | WpD | PpD | P | G+ | G- | +/- |
| --- | --------------------- | - | --- | - | --- | --- | - | -- | -- | --- |
| 1   | Tallinn Viiking Sport | 3 | 9   | 3 | 0   | 0   | 0 | 18 | 8  | +10 |
| 2   | CH Gasteiz            | 3 | 3   | 1 | 0   | 2   | 0 | 13 | 10 | +3  |
| 3   | CSKA Sofia            | 3 | 3   | 1 | 0   | 2   | 0 | 10 | 11 | -1  |
| 4   | Partizan Belgrad      | 3 | 3   | 1 | 0   | 2   | 0 | 9  | 21 | -12 |

W turnieju grupy A zwyciężyła drużyna gospodarzy Tallinn Viiking Sport, ale z powodu problemów z uzyskaniem wiz wycofała się z rozgrywek. Jej miejsce zajął drugi w tabeli CH Gasteiz i uzyskał awans do drugiej rundy (Grupa B).

## II runda

### Grupa B
Mecze II rundy grupy B odbyły się w dniach 18-20 października 2013 w Nottingham w Wielkiej Brytanii.
| 18 października 2013 | HK Juniors Ryga | 8:3 | HYS The Hague | National Ice Centre, Nottingham |

| Szczegóły      | Szczegóły | Szczegóły       | Szczegóły                                                          | Szczegóły                                                                                        |
| -------------- | --- | --------------- | ------------------------------------------------------------------ | ------------------------------------------------------------------------------------------------ |
| Godzina: 16:00 | M. Bicevskis (EQ) 13:32 R. Kondrats (EQ) 23:03 R. Maslovskis (EQ) 26:39 D. Sarkanis (EQ) 27:15 R. Rosinskis (EQ) 36:09 E. Kurmis (EQ) 42:08 D. Sarkanis (EQ) 46:32 R. Begovs (EQ) 51:28 | (1:0, 4:2, 3:1) | 20:09 (EQ) A. Henry 38:30 (EQ) G. Collins 59:50 (EQ) S. van Bentem | Widzów: 200 Sędzia główny: Geoffrey Barcelo Sędziowie liniowi: Danny Beresford Keiron O’Halloran |
| Godzina: 16:00 | 30 min |                 | 42 min                                                             | Widzów: 200 Sędzia główny: Geoffrey Barcelo Sędziowie liniowi: Danny Beresford Keiron O’Halloran |

| 18 października 2013 | CH Gasteiz | 3:5 | Nottingham Panthers | National Ice Centre, Nottingham |

| Szczegóły      | Szczegóły                                                         | Szczegóły       | Szczegóły                                                                                               | Szczegóły                                                                                 |
| -------------- | ----------------------------------------------------------------- | --------------- | --- | ----------------------------------------------------------------------------------------- |
| Godzina: 19:30 | A. Sosa (EQ) 17:31 J. Muńoz (EQ) 42:27 J. T. Gavilanes (PP) 53:20 | (1:1, 0:3, 2:1) | 03:49 (PP) C. Murray 20:22 (EQ) M. Ryan 32:11 (EQ) D. Clarke 36:48 (EQ) D. Clarke 42:01 (EQ) C. Capraro | Widzów: 2400 Sędzia główny: Włodzimierz Marczuk Sędziowie liniowi: Gordon Pirry Lee Young |
| Godzina: 19:30 | 8 min                                                             |                 | 10 min                                                                                                  | Widzów: 2400 Sędzia główny: Włodzimierz Marczuk Sędziowie liniowi: Gordon Pirry Lee Young |

| 19 października 2013 | CH Gasteiz | 2:7 | HK Juniors Ryga | National Ice Centre, Nottingham |

| Szczegóły      | Szczegóły                                  | Szczegóły       | Szczegóły | Szczegóły                                                                                     |
| -------------- | ------------------------------------------ | --------------- | --- | --------------------------------------------------------------------------------------------- |
| Godzina: 15:00 | J. Engström (EQ) 27:52 J. Bauer (EQ) 34:14 | (0:1, 2:2, 0:4) | 05:58 (EQ) A. Ševčenko 30:14 (EQ) R. Begovs 39:11 (EQ) K. Lipsbergs 40:36 (EQ) A. Siksnis 44:08 (PP) N. Jelisejevs 45:21 (EQ) M. Bičevskis 58:27 (EQ) A. Ševčenko | Widzów: 1800 Sędzia główny: Jan Andersen Sędziowie liniowi: Danny Beresford Keiron O’Halloran |
| Godzina: 15:00 | 8 min                                      |                 | 8 min | Widzów: 1800 Sędzia główny: Jan Andersen Sędziowie liniowi: Danny Beresford Keiron O’Halloran |

| 19 października 2013 | Nottingham Panthers | 7:3 | HYS The Hague | National Ice Centre, Nottingham |

| Szczegóły      | Szczegóły | Szczegóły       | Szczegóły                                                    | Szczegóły                                                                              |
| -------------- | --- | --------------- | ------------------------------------------------------------ | -------------------------------------------------------------------------------------- |
| Godzina: 19:00 | M. Francis (PP) 23:25 M. Francis (PP) 42:18 D. Clarke (EQ) 43:12 M. Francis (PEN) 46:35 L. Salters (PP) 51:37 B. Benedict (PP) 57:21 L. Loyns (EQ) 58:07 | (0:1, 1:0, 6:2) | 09:48 (EQ) R. Wurm 47:15 (PP) R. Wurm 52:42 (EQ) J.-J. Natte | Widzów: 3417 Sędzia główny: Geoffrey Barcelo Sędziowie liniowi: Gordon Pirry Lee Young |
| Godzina: 19:00 | 30 min |                 | 18 min                                                       | Widzów: 3417 Sędzia główny: Geoffrey Barcelo Sędziowie liniowi: Gordon Pirry Lee Young |

| 20 października 2013 | HYS The Hague | 5:3 | CH Gasteiz | National Ice Centre, Nottingham |

| Szczegóły      | Szczegóły | Szczegóły       | Szczegóły                                                                | Szczegóły                                                                                     |
| -------------- | --- | --------------- | ------------------------------------------------------------------------ | --------------------------------------------------------------------------------------------- |
| Godzina: 13:30 | A. van Bentem (EQ) 01:19 A. van Bentem (EQ) 25:47 R. Wurm (PP) 29:46 A. Henry (PP) 47:53 A. van Bentem (EQ) 54:06 | (1:1, 2:1, 2:1) | 08:27 (PP) T. Mannermaa 20:59 (EQ) T. Mannermaa 57:41 (PP) E. Mackintosh | Widzów: 1807 Sędzia główny: Jan Andersen Sędziowie liniowi: Danny Beresford Keiron O’Halloran |
| Godzina: 13:30 | 26 min |                 | 12 min                                                                   | Widzów: 1807 Sędzia główny: Jan Andersen Sędziowie liniowi: Danny Beresford Keiron O’Halloran |

| 20 października 2013 | Nottingham Panthers | 3:1 | HK Juniors Ryga | National Ice Centre, Nottingham |

| Szczegóły      | Szczegóły                                                        | Szczegóły       | Szczegóły            | Szczegóły                                                                                 |
| -------------- | ---------------------------------------------------------------- | --------------- | -------------------- | ----------------------------------------------------------------------------------------- |
| Godzina: 17:00 | M. Francis (SH) 05:24 D. Clarke (EQ) 16:03 L. Salters (PP) 47:48 | (2:1, 0:0, 1:0) | 19:44 (PP) E. Siksna | Widzów: 3220 Sędzia główny: Włodzimierz Marczuk Sędziowie liniowi: Gordon Pirry Lee Young |
| Godzina: 17:00 | 70 min                                                           |                 | 60 min               | Widzów: 3220 Sędzia główny: Włodzimierz Marczuk Sędziowie liniowi: Gordon Pirry Lee Young |

Tabela

| Lp. | Zespół              | M | Pkt | Z | WpD | PpD | P | G+ | G- | +/- |
| --- | ------------------- | - | --- | - | --- | --- | - | -- | -- | --- |
| 1   | Nottingham Panthers | 3 | 9   | 3 | 0   | 0   | 0 | 15 | 7  | +8  |
| 2   | HK Juniors Ryga     | 3 | 6   | 2 | 0   | 0   | 1 | 16 | 8  | +8  |
| 3   | HYS The Hague       | 3 | 3   | 1 | 0   | 0   | 2 | 11 | 18 | -7  |
| 4   | CH Gasteiz          | 3 | 0   | 0 | 0   | 0   | 3 | 8  | 17 | -9  |

W turnieju grupy B zwyciężyła drużyna gospodarzy Nottingham Panthers i uzyskała awans do trzeciej rundy (Grupa D).

### Grupa C
Mecze II rundy grupy C odbyły się w dniach 18-20 października 2013 w Dunaújváros na Węgrzech.
| 18 października 2013 | Slavija Ljubljana | 0:2 | Cracovia | Dunaújvárosi Jégcsarnok, Dunaújváros |

| Szczegóły      | Szczegóły   | Szczegóły       | Szczegóły                                    | Szczegóły                                                                                |
| -------------- | ----------- | --------------- | -------------------------------------------- | ---------------------------------------------------------------------------------------- |
| Godzina: 16:00 |             | (0:1, 0:0, 0:1) | 07:07 (PP) P. Dvořák 59:47 (EN) T. Kozłowski | Widzów: 400 Sędzia główny: Andrij Sewruk Sędziowie liniowi: Laszlo Gangel Botond Palkovi |
| Godzina: 16:00 | 10 min. kar |                 | 8 min. kar                                   | Widzów: 400 Sędzia główny: Andrij Sewruk Sędziowie liniowi: Laszlo Gangel Botond Palkovi |

| 18 października 2013 | DAB Dunaújváros | 3:2 pd. | HSC Csíkszereda | Dunaújvárosi Jégcsarnok, Dunaújváros |

| Szczegóły      | Szczegóły                                                      | Szczegóły                 | Szczegóły                                | Szczegóły                                                                             |
| -------------- | -------------------------------------------------------------- | ------------------------- | ---------------------------------------- | ------------------------------------------------------------------------------------- |
| Godzina: 19:30 | P. Huba (PP) 26:21 B. Somogyi (PP) 54:55 I. Peterdi (SO) 65:00 | (0:0, 1:1, 1:1, 0:0, 1:0) | 30:37 (EQ) E. Mihály 47:34 (PP) W. Novak | Widzów: 1200 Sędzia główny: Manuel Nikolic Sędziowie liniowi: Gabor Juhasz Matyas Vas |
| Godzina: 19:30 | 20 min. kar                                                    |                           | 35 min. kar                              | Widzów: 1200 Sędzia główny: Manuel Nikolic Sędziowie liniowi: Gabor Juhasz Matyas Vas |

| 19 października 2013 | Cracovia | 2:0 | HSC Csíkszereda | Dunaújvárosi Jégcsarnok, Dunaújváros |

| Szczegóły      | Szczegóły                                    | Szczegóły       | Szczegóły  | Szczegóły                                                                               |
| -------------- | -------------------------------------------- | --------------- | ---------- | --------------------------------------------------------------------------------------- |
| Godzina: 16:00 | D. Słaboń (EQ) 22:56 S. Kowalówka (EN) 59:37 | (0:0, 1:0, 1:0) |            | Widzów: 600 Sędzia główny: Andrea Moschen Sędziowie liniowi: Laszlo Gangel Gabor Juhasz |
| Godzina: 16:00 | 10 min. kar                                  |                 | 4 min. kar | Widzów: 600 Sędzia główny: Andrea Moschen Sędziowie liniowi: Laszlo Gangel Gabor Juhasz |

| 19 października 2013 | Slavija Ljubljana | 0:3 | DAB Dunaújváros | Dunaújvárosi Jégcsarnok, Dunaújváros |

| Szczegóły      | Szczegóły   | Szczegóły       | Szczegóły                                                      | Szczegóły                                                                              |
| -------------- | ----------- | --------------- | -------------------------------------------------------------- | -------------------------------------------------------------------------------------- |
| Godzina: 19:15 |             | (0:0, 0:1, 0:2) | 24:20 (EQ) T. Gröschl 52:43 (EQ) Á. Kiss 59:32 (EQ) T. Gröschl | Widzów: 1400 Sędzia główny: Andrij Sewruk Sędziowie liniowi: Matyas Vas Botond Palkovi |
| Godzina: 19:15 | 10 min. kar |                 | 14 min. kar                                                    | Widzów: 1400 Sędzia główny: Andrij Sewruk Sędziowie liniowi: Matyas Vas Botond Palkovi |

| 20 października 2013 | HSC Csíkszereda | 2:1 | Slavija Ljubljana | Dunaújvárosi Jégcsarnok, Dunaújváros |

| Szczegóły      | Szczegóły                             | Szczegóły       | Szczegóły           | Szczegóły                                                                               |
| -------------- | ------------------------------------- | --------------- | ------------------- | --------------------------------------------------------------------------------------- |
| Godzina: 16:00 | A. Goga (EQ) 17:24 H. Bors (EQ) 22:11 | (1:0, 1:0, 0:1) | 41:47 (EQ) E. Gorse | Widzów: – Sędzia główny: Andrea Moschen Sędziowie liniowi: Laszlo Gangel Botond Palkovi |
| Godzina: 16:00 | 39 min. kar                           |                 | 38 min. kar         | Widzów: – Sędzia główny: Andrea Moschen Sędziowie liniowi: Laszlo Gangel Botond Palkovi |

| 20 października 2013 | DAB Dunaújváros | 5:3 | Cracovia | Dunaújvárosi Jégcsarnok, Dunaújváros |

| Szczegóły      | Szczegóły | Szczegóły       | Szczegóły                                                              | Szczegóły                                                                             |
| -------------- | --- | --------------- | ---------------------------------------------------------------------- | ------------------------------------------------------------------------------------- |
| Godzina: 19:15 | Á. Kiss (EQ) 13:25 B. Somogyi (EQ) 21:04 V. Lindgren (PP) 31:06 N. Galanisz (EQ) 34:38 H. Jabornik (PP) 50:01 | (1:2, 3:0, 1:1) | 05:56 (PP) A. Chmielewski 12:43 (EQ) S. Kowalówka 57:00 (PP) P. Dvořák | Widzów: 2000 Sędzia główny: Manuel Nikolic Sędziowie liniowi: Gabor Juhasz Matyas Vas |
| Godzina: 19:15 | 22 min. kar                                                                                                   |                 | 6 min. kar                                                             | Widzów: 2000 Sędzia główny: Manuel Nikolic Sędziowie liniowi: Gabor Juhasz Matyas Vas |

Tabela

| Lp. | Zespół            | M | Pkt | Z | WpD | PpD | P | G+ | G- | +/- |
| --- | ----------------- | - | --- | - | --- | --- | - | -- | -- | --- |
| 1   | DAB Dunaújváros   | 3 | 8   | 2 | 1   | 0   | 0 | 11 | 5  | +6  |
| 2   | Cracovia          | 3 | 6   | 2 | 0   | 0   | 1 | 7  | 5  | +2  |
| 3   | HSC Csíkszereda   | 3 | 4   | 1 | 0   | 1   | 1 | 4  | 6  | -2  |
| 4   | Slavija Ljubljana | 3 | 0   | 0 | 0   | 0   | 3 | 1  | 7  | -6  |

W turnieju grupy C zwyciężyła drużyna gospodarzy DAB Dunaújváros i uzyskała awans do trzeciej rundy (Grupa E).

## III runda

### Grupa D
Mecze III rundy grupy D odbyły się w dniach 22-24 listopada 2013 w Asiago we Włoszech.
| 22 listopada 2013 | Nottingham Panthers | 3:4 | Toros Nieftiekamsk | Pala Odegar, Asiago |

| Szczegóły      | Szczegóły                                              | Szczegóły       | Szczegóły                                                                              | Szczegóły                                                                 |
| -------------- | ------------------------------------------------------ | --------------- | -------------------------------------------------------------------------------------- | ------------------------------------------------------------------------- |
| Godzina: 17:00 | S. Lee (PP) 04:50 M. Ryan (EQ) 25:31 S. Lee (PP) 39:20 | (1:1, 2:1, 0:2) | 05:04 (SH) A. Kisły 24:33 (PP) P. Doronin 43:35 (PP) A. Kisły 58:02 (PP) A. Wasilewski | Widzów: 800 Sędzia główny: Peter Gebei Sędziowie liniowi: Gordon Schukies |
| Godzina: 17:00 | 42 min. kar                                            |                 | 30 min. kar                                                                            | Widzów: 800 Sędzia główny: Peter Gebei Sędziowie liniowi: Gordon Schukies |

| 22 listopada 2013 | Asiago Hockey | 3:1 | Jertys Pawłodar | Pala Odegar, Asiago |

| Szczegóły      | Szczegóły                                                               | Szczegóły       | Szczegóły             | Szczegóły                                                                 |
| -------------- | ----------------------------------------------------------------------- | --------------- | --------------------- | ------------------------------------------------------------------------- |
| Godzina: 20:30 | P. Zanette (EQ) 03:42 K. DeVergilio (PP) 05:37 K. DeVergilio (PP) 56:39 | (2:0, 0:1, 1:0) | 23:18 (EQ) M. Zálešák | Widzów: 1400 Sędzia główny: Igor Dremelj Sędziowie liniowi: Tobias Wehrli |
| Godzina: 20:30 | 16 min. kar                                                             |                 | 18 min. kar           | Widzów: 1400 Sędzia główny: Igor Dremelj Sędziowie liniowi: Tobias Wehrli |

| 23 listopada 2013 | Jertys Pawłodar | 1:2 | Nottingham Panthers | Pala Odegar, Asiago |

| Szczegóły      | Szczegóły           | Szczegóły       | Szczegóły                                  | Szczegóły                                                                   |
| -------------- | ------------------- | --------------- | ------------------------------------------ | --------------------------------------------------------------------------- |
| Godzina: 17:00 | D. Rehák (PP) 11:39 | (1:0, 0:2, 0:0) | 29:20 (PP) L. Loyns 31:45 (EQ) B. Benedict | Widzów: 700 Sędzia główny: Gordon Schukies Sędziowie liniowi: Tobias Wehrli |
| Godzina: 17:00 | 30 min. kar         |                 | 12 min. kar                                | Widzów: 700 Sędzia główny: Gordon Schukies Sędziowie liniowi: Tobias Wehrli |

| 23 listopada 2013 | Toros Nieftiekamsk | 2:6 | Asiago Hockey | Pala Odegar, Asiago |

| Szczegóły      | Szczegóły                                        | Szczegóły       | Szczegóły | Szczegóły                                                               |
| -------------- | ------------------------------------------------ | --------------- | --- | ----------------------------------------------------------------------- |
| Godzina: 20:30 | A. Wasilewski (EQ) 38:14 N. Sietdikow (EQ) 48:55 | (0:2, 1:2, 1:2) | 12:23 (SH) D. Borrelli 17:17 (PP) D. Borrelli 23:56 (PP) S. Bentivoglio 36:55 (EQ) S. Bentivoglio 42:55 (EQ) L. Ulmer 52:25 (EQ) D. Borrelli | Widzów: 2000 Sędzia główny: Igor Dremelj Sędziowie liniowi: Peter Gebei |
| Godzina: 20:30 | 24 min. kar                                      |                 | 14 min. kar | Widzów: 2000 Sędzia główny: Igor Dremelj Sędziowie liniowi: Peter Gebei |

| 24 listopada 2013 | Jertys Pawłodar | 4:2 | Toros Nieftiekamsk | Pala Odegar, Asiago |

| Szczegóły      | Szczegóły                                                                          | Szczegóły       | Szczegóły                                   | Szczegóły                                                                  |
| -------------- | ---------------------------------------------------------------------------------- | --------------- | ------------------------------------------- | -------------------------------------------------------------------------- |
| Godzina: 17:00 | P. Fabuš (EQ) 22:05 T. Vak (EQ) 22:43 R. Huna (SH) 31:18 M. Szarifianow (EQ) 43:53 | (0:1, 3:1, 1:0) | 12:29 (EQ) K. Saulietis 23:12 (EQ) A. Kisły | Widzów: 200 Sędzia główny: Igor Dremelj Sędziowie liniowi: Gordon Schukies |
| Godzina: 17:00 | 24 min. kar                                                                        |                 | 16 min. kar                                 | Widzów: 200 Sędzia główny: Igor Dremelj Sędziowie liniowi: Gordon Schukies |

| 24 listopada 2013 | Asiago Hockey | 3:2 | Nottingham Panthers | Pala Odegar, Asiago |

| Szczegóły      | Szczegóły                                                            | Szczegóły       | Szczegóły                                 | Szczegóły                                                                |
| -------------- | -------------------------------------------------------------------- | --------------- | ----------------------------------------- | ------------------------------------------------------------------------ |
| Godzina: 20:30 | S. Marchetti (PP) 13:06 A. Signoretti (PP) 17:46 L. Ulmer (PP) 37:06 | (2:1, 1:1 ,0:0) | 19:33 (EQ) D. Clarke 23:28 (EQ) D. Clarke | Widzów: 2000 Sędzia główny: Peter Gebei Sędziowie liniowi: Tobias Wehrli |
| Godzina: 20:30 | 31 min. kar                                                          |                 | 41 min. kar                               | Widzów: 2000 Sędzia główny: Peter Gebei Sędziowie liniowi: Tobias Wehrli |

Tabela

| Lp. | Zespół              | M | Pkt | Z | WpD | PpD | P | G+ | G- | +/- |
| --- | ------------------- | - | --- | - | --- | --- | - | -- | -- | --- |
| 1   | Asiago Hockey       | 3 | 9   | 3 | 0   | 0   | 0 | 12 | 5  | +7  |
| 2   | Jertys Pawłodar     | 3 | 3   | 1 | 0   | 0   | 2 | 6  | 7  | -1  |
| 3   | Nottingham Panthers | 3 | 3   | 1 | 0   | 0   | 0 | 7  | 8  | -1  |
| 4   | Toros Nieftiekamsk  | 3 | 3   | 1 | 0   | 0   | 2 | 8  | 13 | -5  |

W turnieju grupy D zwyciężyła drużyna gospodarzy Asiago Hockey i uzyskała awans do superfinału (Grupa F).

### Grupa E
Mecze III rundy grupy E odbyły się w dniach 22-24 listopada 2013 w Vojens w Danii.
| 22 listopada 2013 | Stavanger Oilers | 4:3 | Nioman Grodno | SE Arena, Vojens |

| Szczegóły      | Szczegóły                                                                                            | Szczegóły                 | Szczegóły                                                             | Szczegóły                                                                  |
| -------------- | --- | ------------------------- | --------------------------------------------------------------------- | -------------------------------------------------------------------------- |
| Godzina: 15:30 | L. P. Nagel (EQ) 28:29 M. Strandfeldt (PP) 30:00 C. D. Andersen (PP) 37:34 C. D. Andersen (SO) 65:00 | (0:1, 3:2, 0:0, 0:0, 1:0) | 14:00 (EQ) A. Protasenja 21:47 (EQ) I. Usenko 29:29 (PP) A. Korszunow | Widzów: 452 Sędzia główny: Daniel Konc Sędziowie liniowi: Ladislav Smetana |
| Godzina: 15:30 | 16 min. kar                                                                                          |                           | 8 min. kar                                                            | Widzów: 452 Sędzia główny: Daniel Konc Sędziowie liniowi: Ladislav Smetana |

| 22 listopada 2013 | SønderjyskE Ishockey | 1:2 pk. | DAB Dunaújváros | SE Arena, Vojens |

| Szczegóły      | Szczegóły             | Szczegóły       | Szczegóły                                   | Szczegóły                                                                     |
| -------------- | --------------------- | --------------- | ------------------------------------------- | ----------------------------------------------------------------------------- |
| Godzina: 19:30 | A. Førster (EQ) 24:11 | (0:0, 1:2, 0:0) | 31:36 (SH) B. Somogyi 32:17 (EQ) A. Hüffner | Widzów: 1848 Sędzia główny: Andris Ansons Sędziowie liniowi: Vladimir Sindler |
| Godzina: 19:30 | 8 min. kar            |                 | 8 min. kar                                  | Widzów: 1848 Sędzia główny: Andris Ansons Sędziowie liniowi: Vladimir Sindler |

| 23 listopada 2013 | Stavanger Oilers | 9:1 | DAB Dunaújváros | SE Arena, Vojens |

| Szczegóły      | Szczegóły | Szczegóły       | Szczegóły           | Szczegóły                                                                    |
| -------------- | --- | --------------- | ------------------- | ---------------------------------------------------------------------------- |
| Godzina: 15:30 | M. Strandfeldt (EQ) 14:48 A. Henriksen (EQ) 21:15 C. D. Andersen (PP) 23:16 J.-M. Daoust (PP) 24:01 P. R. Fossen (EQ) 37:22 H. Medhus (EQ) 38:36 A. Henriksen (EQ) 45:10 J. Hjelm (EQ) 47:04 K. Davis (EQ) 58:07 | (1:0, 5:1, 3:0) | 31:36 (PP) Z. Azari | Widzów: 410 Sędzia główny: Andris Ansons Sędziowie liniowi: Vladimir Sindler |
| Godzina: 15:30 | 18 min. kar |                 | 14 min. kar         | Widzów: 410 Sędzia główny: Andris Ansons Sędziowie liniowi: Vladimir Sindler |

| 23 listopada 2013 | Nioman Grodno | 1:0 pd. | SønderjyskE Ishockey | SE Arena, Vojens |

| Szczegóły      | Szczegóły            | Szczegóły            | Szczegóły   | Szczegóły                                                                   |
| -------------- | -------------------- | -------------------- | ----------- | --------------------------------------------------------------------------- |
| Godzina: 19:30 | A. Makrov (PP) 61:30 | (0:0, 0:0, 0:0, 1:0) |             | Widzów: 1678 Sędzia główny: Daniel Konc Sędziowie liniowi: Ladislav Smetana |
| Godzina: 19:30 | 8 min. kar           |                      | 10 min. kar | Widzów: 1678 Sędzia główny: Daniel Konc Sędziowie liniowi: Ladislav Smetana |

| 24 listopada 2013 | DAB Dunaújváros | 1:3 | Nioman Grodno | SE Arena, Vojens |

| Szczegóły      | Szczegóły              | Szczegóły       | Szczegóły                                                         | Szczegóły                                                                    |
| -------------- | ---------------------- | --------------- | ----------------------------------------------------------------- | ---------------------------------------------------------------------------- |
| Godzina: 15:30 | N. Galanisz (PP) 06:48 | (1:0, 0:0, 0:3) | 45:16 (EQ) I. Mjadel 47:18 (PP) I. Mjadel 59:27 (PP) A. Paułowicz | Widzów: 302 Sędzia główny: Andris Ansons Sędziowie liniowi: Ladislav Smetana |
| Godzina: 15:30 | 16 min. kar            |                 | 16 min. kar                                                       | Widzów: 302 Sędzia główny: Andris Ansons Sędziowie liniowi: Ladislav Smetana |

| 24 listopada 2013 | SønderjyskE Ishockey | 1:3 | Stavanger Oilers | SE Arena, Vojens |

| Szczegóły      | Szczegóły              | Szczegóły       | Szczegóły                                                              | Szczegóły                                                                   |
| -------------- | ---------------------- | --------------- | ---------------------------------------------------------------------- | --------------------------------------------------------------------------- |
| Godzina: 19:30 | P. Levokari (PP) 24:39 | (0:1, 1:0, 0:2) | 13:49 (EQ) P. R. Fossen 54:00 (EQ) D. Kissel 56:22 (EQ) C. D. Andersen | Widzów: 1156 Sędzia główny: Daniel Konc Sędziowie liniowi: Vladimir Sindler |
| Godzina: 19:30 | 6 min. kar             |                 | 8 min. kar                                                             | Widzów: 1156 Sędzia główny: Daniel Konc Sędziowie liniowi: Vladimir Sindler |

Tabela

| Lp. | Zespół               | M | Pkt | Z | WpD | PpD | P | G+ | G- | +/- |
| --- | -------------------- | - | --- | - | --- | --- | - | -- | -- | --- |
| 1   | Stavanger Oilers     | 3 | 8   | 2 | 1   | 0   | 0 | 16 | 5  | +11 |
| 2   | Nioman Grodno        | 3 | 6   | 1 | 1   | 1   | 0 | 7  | 5  | +2  |
| 3   | DAB Dunaújváros      | 3 | 3   | 1 | 0   | 0   | 2 | 4  | 13 | -9  |
| 4   | SønderjyskE Ishockey | 3 | 1   | 0 | 0   | 1   | 2 | 2  | 6  | -4  |

W turnieju grupy E zwyciężył norweski Stavanger Oilers i uzyskał awans do superfinału (Grupa F).

## Superfinał – grupa F
Turniej finałowy Pucharu Kontynentalnego, czyli Superfinał rozegrany zostanie we francuskim mieście Rouen w hali Île Lacroix w dniach 10-12 stycznia 2014. Turniej finałowy zostanie po raz trzeci rozegrany w tej miejscowości (ostatni raz w 2012), zaś po raz czwarty we Francji.
Tabela
| Lp. | Zespół           | M | Pkt | Z | WpD | PpD | P | G+ | G- | +/- |
| --- | ---------------- | - | --- | - | --- | --- | - | -- | -- | --- |
| 1   | Stavanger Oilers | 3 | 7   | 2 | 0   | 1   | 0 | 15 | 7  | +8  |
| 2   | Donbas Donieck   | 3 | 6   | 1 | 1   | 1   | 0 | 11 | 7  | +4  |
| 3   | Asiago Hockey    | 3 | 3   | 1 | 0   | 2   | 0 | 9  | 12 | -3  |
| 4   | Dragons de Rouen | 3 | 2   | 0 | 1   | 0   | 2 | 6  | 15 | -2  |

Wyniki
| 10 stycznia 2014 | Donbas Donieck | 3:2 pk. | Stavanger Oilers | Île Lacroix, Rouen |

| Szczegóły      | Szczegóły                                                        | Szczegóły                 | Szczegóły                                         | Szczegóły                                                                        |
| -------------- | ---------------------------------------------------------------- | ------------------------- | ------------------------------------------------- | -------------------------------------------------------------------------------- |
| Godzina: 16:30 | J. Kolář (EQ) 37:05 J. Dadonow (EQ) 48:43 V. Nedorost (SO) 65:00 | (0:1, 1:0, 1:1, 0:0, 1:0) | 19:36 (EQ) J.-P. Loikas 57:12 (EQ) T. Kristiansen | Widzów: 2200 Sędzia główny: Jean Philippe Sylvain Sędziowie liniowi: Viki Trilar |
| Godzina: 16:30 | 2 min. kar                                                       |                           | 6 min. kar                                        | Widzów: 2200 Sędzia główny: Jean Philippe Sylvain Sędziowie liniowi: Viki Trilar |

| 10 stycznia 2014 | Dragons de Rouen | 0:6 | Asiago Hockey | Île Lacroix, Rouen |

| Szczegóły      | Szczegóły   | Szczegóły       | Szczegóły | Szczegóły                                                                   |
| -------------- | ----------- | --------------- | --- | --------------------------------------------------------------------------- |
| Godzina: 20:00 |             | (0:3, 0:3, 0:0) | 05:36 (SH) S. Bentivoglio 10:36 (EQ) D. Sullivan 19:10 (EQ) L. Casetti 29:24 (EQ) S. Bentivoglio 37:54 (EQ) A. Signoretti 39:16 (EQ) D. Borrelli | Widzów: 2747 Sędzia główny: Martin Frano Sędziowie liniowi: Maxim Sidorenko |
| Godzina: 20:00 | 10 min. kar |                 | 8 min. kar | Widzów: 2747 Sędzia główny: Martin Frano Sędziowie liniowi: Maxim Sidorenko |

| 11 stycznia 2014 | Asiago Hockey | 1:5 | Donbas Donieck | Île Lacroix, Rouen |

| Szczegóły      | Szczegóły                | Szczegóły       | Szczegóły | Szczegóły                                                                   |
| -------------- | ------------------------ | --------------- | --- | --------------------------------------------------------------------------- |
| Godzina: 16:30 | A. Signoretti (EQ) 51:36 | (0:3, 0:0, 1:2) | 04:28 (EQ) V. Nedorost 12:31 (PP) O. Piganowicz 13:51 (EQ) C. Wilson 51:00 (EQ) J. Dadonow 56:57 (EQ) R. Fedotenko | Widzów: 2000 Sędzia główny: Martin Frano Sędziowie liniowi: Mikko Kaukokari |
| Godzina: 16:30 | 12 min. kar              |                 | 10 min. kar | Widzów: 2000 Sędzia główny: Martin Frano Sędziowie liniowi: Mikko Kaukokari |

| 11 stycznia 2014 | Stavanger Oilers | 6:2 | Dragons de Rouen | Île Lacroix, Rouen |

| Szczegóły      | Szczegóły | Szczegóły       | Szczegóły                                       | Szczegóły                                                                        |
| -------------- | --- | --------------- | ----------------------------------------------- | -------------------------------------------------------------------------------- |
| Godzina: 20:00 | S. Høygård (EQ) 08:15 T. Kristiansen (EQ) 16:19 P. R. Fossen (EQ) 18:41 K. Davis (PP) 20:49 T. Kristiansen (PP) 44:41 P. R. Fossen (EQ) 46:50 | (3:0, 1:2, 2:0) | 25:08 (EQ) M.-A. Thinel 27:51 (EQ) M.-A. Thinel | Widzów: 2747 Sędzia główny: Jean Philippe Sylvain Sędziowie liniowi: Viki Trilar |
| Godzina: 20:00 | 4 min. kar |                 | 8 min. kar                                      | Widzów: 2747 Sędzia główny: Jean Philippe Sylvain Sędziowie liniowi: Viki Trilar |

| 12 stycznia 2014 | Asiago Hockey | 2:7 | Stavanger Oilers | Île Lacroix, Rouen |

| Szczegóły      | Szczegóły                                       | Szczegóły       | Szczegóły | Szczegóły                                                                      |
| -------------- | ----------------------------------------------- | --------------- | --- | ------------------------------------------------------------------------------ |
| Godzina: 16:00 | P. Zanette (SH) 17:44 S. Bentivoglio (PP) 21:08 | (1:4, 1:3, 0:0) | 06:26 (EQ) J.-P. Loikas 07:15 (EQ) D. Kissel 11:20 (EQ) T. Kristiansen 19:57 (SH) J.-M. Daoust 30:36 (PP) M. Strandfeldt 31:11 (EQ) D. Kissel 34:35 (PP) J.-M. Daoust | Widzów: 2350 Sędzia główny: Mikko Kaukokari Sędziowie liniowi: Maxim Sidorenko |
| Godzina: 16:00 | 53 min. kar                                     |                 | 8 min. kar | Widzów: 2350 Sędzia główny: Mikko Kaukokari Sędziowie liniowi: Maxim Sidorenko |

| 12 stycznia 2014 | Dragons de Rouen | 4:3 pk. | Donbas Donieck | Île Lacroix, Rouen |

| Szczegóły      | Szczegóły                                                                                   | Szczegóły                 | Szczegóły                                                          | Szczegóły                                                                         |
| -------------- | ------------------------------------------------------------------------------------------- | ------------------------- | ------------------------------------------------------------------ | --------------------------------------------------------------------------------- |
| Godzina: 20:00 | M.-A. Thinel (EQ) 29:14 M.-A. Thinel (EQ) 50:00 J. Desrosiers (EQ) 55:29 A. Rech (SO) 65:00 | (0:1, 1:0, 2:2, 0:0, 1:0) | 13:06 (EQ) J. Dadonow 48:31 (EQ) T. Kiiskinen 55:18 (EQ) C. Wilson | Widzów: 2747 Sędzia główny: Martin Frano Sędziowie liniowi: Jean Philippe Sylvain |
| Godzina: 20:00 | 4 min. kar                                                                                  |                           | 6 min. kar                                                         | Widzów: 2747 Sędzia główny: Martin Frano Sędziowie liniowi: Jean Philippe Sylvain |

Statystyki
- Klasyfikacja strzelców:  Tommy Kristiansen (Stavanger),  Marc-André Thinel (Rouen) – 4 gole[4]
- Klasyfikacja asystentów:  Chris DiDomenico (Asiago) – 5 asyst[5]
- Klasyfikacja kanadyjska:  Marc-André Thinel (Rouen),  Jean-Michel Daoust,  Dan Kissel (obaj Stavanger),  Chris DiDomenico (Asiago) – 5 punktów[6]

Nagrody

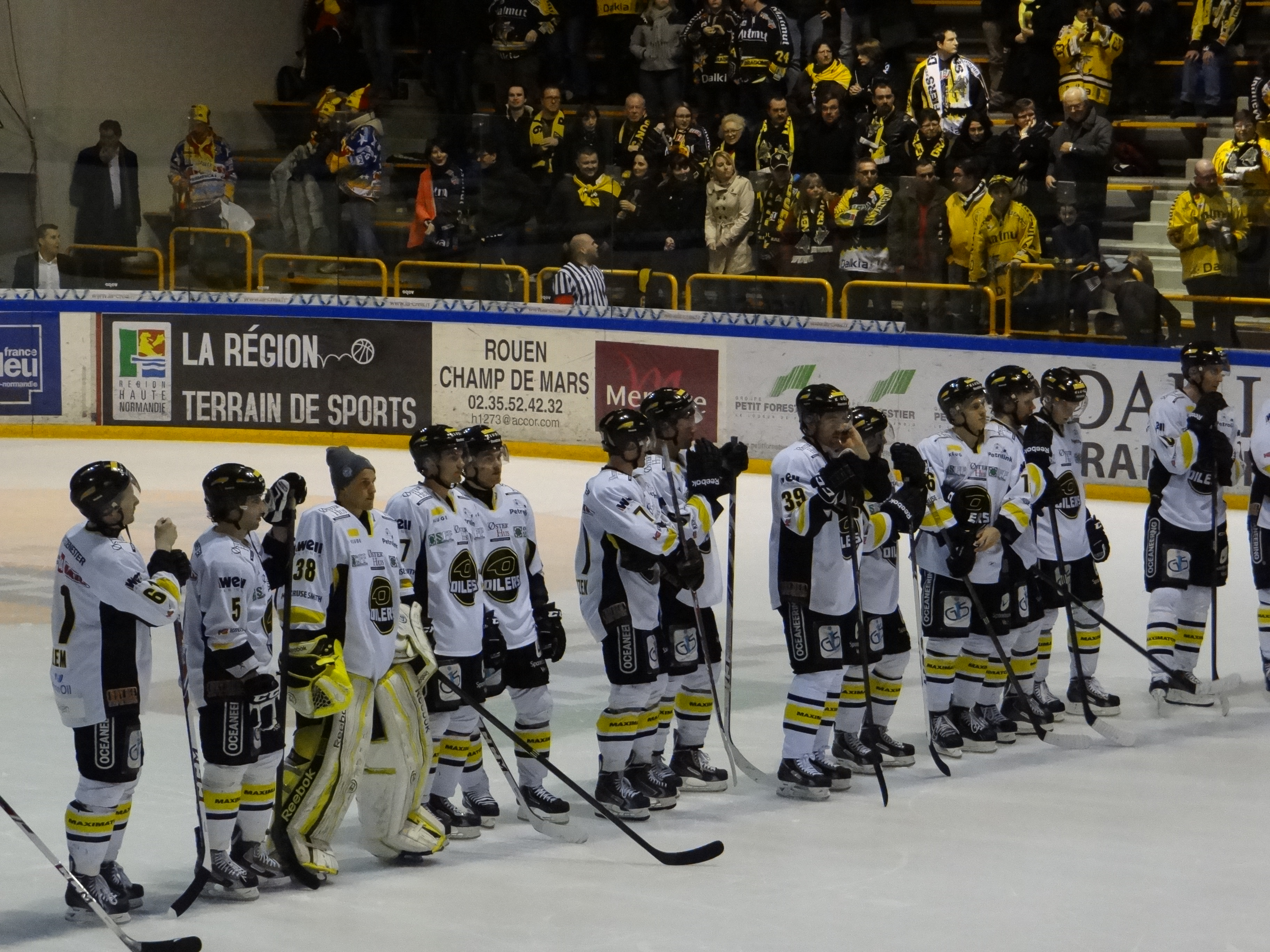
Zwycięska drużyna Stavanger Oilers podczas turnieju finałowego w Rouen

W turnieju finałowym przyznano nagrody indywidualne:
- Najlepszy bramkarz turnieju:  Ruben Smith (Stavanger)
- Najlepszy obrońca turnieju:  Clay Wilson (Donbas)
- Najlepszy napastnik turnieju:  Chris DiDomenico (Asiago)